# Mnasicles
Mnasicles là một chi bướm ngày thuộc họ Bướm nâu.